# Liga dos Campeões da UEFA de 2013–14 – Fases Finais
A Fase Final da Liga dos Campeões da UEFA de 2013–14 foi disputada entre os dias 18 de fevereiro de 2014 até o dia 24 de maio de 2014, dia da grande final que foi disputada no Estádio da Luz em Lisboa, Portugal.
Os horários das partidas até o dia 19 de março de 2014 (oitavas-de-final) são (UTC+1), e a partir das quartas-de-final são (UTC+2).

## Sorteios
Todos os sorteios são realizados na sede da UEFA em Nyon na Suíça.
| Fase             | Data do sorteio e horário     | Partida de ida                               | Partida de volta                             |
| ---------------- | ----------------------------- | -------------------------------------------- | -------------------------------------------- |
| Oitavas-de-final | 16 de dezembro de 2013, 12:00 | 18–19 & 25–26 de fevereiro de 2014           | 11–12 & 18–19 de março de 2014               |
| Quartas-de-final | 21 de março de 2014, 12:00    | 1–2 de abril de 2014                         | 8–9 de abril de 2014                         |
| Semifinais       | 11 de abril de 2014, 12:00    | 22–23 de abril de 2014                       | 29–30 de abril de 2014                       |
| Final            | 11 de abril de 2014, 12:00    | 24 de maio de 2014 no Estádio da Luz, Lisboa | 24 de maio de 2014 no Estádio da Luz, Lisboa |

## Disputa
Cada encontro nesta fase é disputada em dois jogos, ida e volta, com cada equipe jogando em sua sede. A equipe que alcançar a maior pontuação agregada nos dois jogos classifica-se para a próxima fase. Em caso de empate, é aplicada a regra do gol fora de casa, isto é, vence a equipe que marcou mais gols na casa do adversário.
Se persistir o empate, então haverá uma prorrogação e a regra do gol fora de casa é aplicada, ou seja, se houver gols marcados na prorrogação, ainda que o placar agregado seja empate, a equipe visitante classifica-se por marcar mais gols na casa do adversário.
Se não forem marcados gols na prorrogação, o encontro é decidido em cobrança de pênaltis. A final é disputada em partida única.

## Equipes classificadas
| Grupo | Vencedores          | Segundo-lugares  |
| ----- | ------------------- | ---------------- |
| A     | Manchester United   | Bayer Leverkusen |
| B     | Real Madrid         | Galatasaray      |
| C     | Paris Saint-Germain | Olympiacos       |
| D     | Bayern de Munique   | Manchester City  |
| E     | Chelsea             | Schalke 04       |
| F     | Borussia Dortmund   | Arsenal          |
| G     | Atlético de Madrid  | Zenit            |
| H     | Barcelona           | Milan            |

## Oitavas-de-final
O sorteio para esta fase ocorreu em 16 de dezembro de 2013.

### Partidas de ida
| 18 de fevereiro de 2014 | Manchester City | 0 – 2     | Barcelona                    | City of Manchester Stadium, Manchester      |
| 20:45                   |                 | Relatório | Messi 54' · Daniel Alves 90' | Público: 46 033 Árbitro: SWE Jonas Eriksson |

| 18 de fevereiro de 2014 | Bayer Leverkusen | 0 – 4     | Paris Saint-Germain                                   | BayArena, Leverkusen                       |
| 20:45                   |                  | Relatório | Matuidi 3' · Ibrahimović 39' (pen.), 42' · Cabaye 88' | Público: 29 412 Árbitro: HUN Viktor Kassai |

| 19 de fevereiro de 2014 | Arsenal | 0 – 2     | Bayern de Munique      | Emirates Stadium, Londres                   |
| 20:45                   |         | Relatório | Kroos 54' · Müller 88' | Público: 59 911 Árbitro: ITA Nicola Rizzoli |

| 19 de fevereiro de 2014 | Milan | 0 – 1     | Atlético de Madrid | San Siro, Milão                            |
| 20:45                   |       | Relatório | Diego Costa 83'    | Público: 65 890 Árbitro: POR Pedro Proença |

| 25 de fevereiro de 2014 | Zenit                        | 2 – 4     | Borussia Dortmund                              | Estádio Petrovsky, São Petersburgo          |
| 18:00                   | Shatov 57' · Hulk 69' (pen.) | Relatório | Mkhitaryan 4' · Reus 5' · Lewandowski 61', 71' | Público: 15 099 Árbitro: SCO William Collum |

| 25 de fevereiro de 2014 | Olympiacos                   | 2 – 0     | Manchester United | Estádio Karaiskákis, Pireu                   |
| 20:45                   | Domínguez 38' · Campbell 55' | Relatório |                   | Público: 29 815 Árbitro: ITA Gianluca Rocchi |

| 26 de fevereiro de 2014 | Galatasaray | 1 – 1     | Chelsea   | Türk Telekom Arena, Istambul                         |
| 20:45                   | Chedjou 65' | Relatório | Torres 9' | Público: 49 194 Árbitro: ESP Carlos Velasco Carballo |

| 26 de fevereiro de 2014 | Schalke 04      | 1 – 6     | Real Madrid                                                   | Veltins-Arena, Gelsenkirchen             |
| 20:45                   | Huntelaar 90+1' | Relatório | Benzema 13', 57' · Bale 21', 69' · Cristiano Ronaldo 52', 89' | Público: 54 442 Árbitro: ENG Howard Webb |

### Partidas de volta
| 11 de março de 2014 | Bayern de Munique  | 1 – 1     | Arsenal      | Allianz Arena, Munique                         |
| 20:45               | Schweinsteiger 55' | Relatório | Podolski 57' | Público: 68 000 Árbitro: NOR Svein Oddvar Moen |

Bayern de Munique venceu por 3–1 no placar agregado e avançou as quartas-de-final.
| 11 de março de 2014 | Atlético de Madrid                                | 4 – 1     | Milan    | Estádio Vicente Calderón, Madrid              |
| 20:45               | Diego Costa 3', 85' · Turan 40' · Raúl García 71' | Relatório | Kaká 27' | Público: 49 186 Árbitro: ENG Mark Clattenburg |

Atlético de Madrid venceu por 5–1 no placar agregado e avançou as quartas-de-final.
| 12 de março de 2014 | Barcelona                      | 2 – 1     | Manchester City | Camp Nou, Barcelona                          |
| 20:45               | Messi 67' · Daniel Alves 90+1' | Relatório | Kompany 89'     | Público: 85 957 Árbitro: FRA Stéphane Lannoy |

Barcelona venceu por 4–1 no placar agregado e avançou as quartas-de-final.
| 12 de março de 2014 | Paris Saint-Germain          | 2 – 1     | Bayer Leverkusen | Estádio Parc des Princes, Paris         |
| 20:45               | Marquinhos 13' · Lavezzi 53' | Relatório | Sam 6'           | Público: 45 596 Árbitro: CRO Ivan Bebek |

Paris Saint-Germain venceu por 6–1 no placar agregado e avançou as quartas-de-final.
| 18 de março de 2014 | Chelsea               | 2 – 0     | Galatasaray | Stamford Bridge, Londres                 |
| 20:45               | Eto'o 4' · Cahill 42' | Relatório |             | Público: 38 038 Árbitro: GER Felix Brych |

Chelsea venceu por 3–1 no placar agregado e avançou para as quartas-de-final.
| 18 de março de 2014 | Real Madrid                             | 3 – 1     | Schalke 04   | Estádio Santiago Bernabéu, Madrid           |
| 20:45               | Cristiano Ronaldo 21', 74' · Morata 75' | Relatório | Hoogland 31' | Público: 65 148 Árbitro: RUS Sergei Karasev |

Real Madrid venceu por 9–2 no placar agregado e avançou para as quartas-de-final.
| 19 de março de 2014 | Borussia Dortmund | 1 – 2     | Zenit                 | Signal Iduna Park, Dortmund                  |
| 20:45               | Kehl 38'          | Relatório | Hulk 16' · Rondón 73' | Público: 65 829 Árbitro: ESP Alberto Undiano |

Borussia Dortmund venceu por 5–4 no placar agregado e avançou para as quartas-de-final.
| 19 de março de 2014 | Manchester United                 | 3 – 0     | Olympiacos | Estádio Old Trafford, Manchester           |
| 20:45               | van Persie 25' (pen.), 45+1', 52' | Relatório |            | Público: 74 662 Árbitro: NED Björn Kuipers |

Manchester United venceu por 3–2 no placar agregado e avançou para as quartas-de-final.

## Quartas-de-final
O sorteio para esta fase ocorreu em 21 de março de 2014.

### Partidas de ida
| 1 de abril de 2014 | Barcelona  | 1 – 1     | Atlético de Madrid | Camp Nou, Barcelona                      |
| 20:45              | Neymar 71' | Relatório | Diego 56'          | Público: 79 941 Árbitro: GER Felix Brych |

| 1 de abril de 2014 | Manchester United | 1 – 1     | Bayern de Munique  | Estádio Old Trafford, Manchester                     |
| 20:45              | Vidić 58'         | Relatório | Schweinsteiger 67' | Público: 75 199 Árbitro: ESP Carlos Velasco Carballo |

| 2 de abril de 2014 | Real Madrid                                | 3 – 0     | Borussia Dortmund | Estádio Santiago Bernabéu, Madrid             |
| 20:45              | Bale 3' · Isco 27' · Cristiano Ronaldo 57' | Relatório |                   | Público: 70 089 Árbitro: ENG Mark Clattenburg |

| 2 de abril de 2014 | Paris Saint-Germain                         | 3 – 1     | Chelsea           | Estádio Parc des Princes, Paris            |
| 20:45              | Lavezzi 4' · David Luiz 61' · Pastore 90+3' | Relatório | Hazard 27' (pen.) | Público: 45 517 Árbitro: SRB Milorad Mažić |

### Partidas de volta
| 8 de abril de 2014 | Chelsea               | 2 – 0     | Paris Saint-Germain | Stamford Bridge, Londres                   |
| 20:45              | Schürrle 32' · Ba 87' | Relatório |                     | Público: 38 080 Árbitro: POR Pedro Proença |

3–3 no placar agregado. Chelsea avançou a semifinal fase pela regra do gol fora de casa.
| 8 de abril de 2014 | Borussia Dortmund | 2 – 0     | Real Madrid | Signal Iduna Park, Dortmund                |
| 20:45              | Reus 24', 36'     | Relatório |             | Público: 65 829 Árbitro: SVN Damir Skomina |

Real Madrid venceu por 3–2 no placar agregado e avançou a semifinal.
| 9 de abril de 2014 | Bayern de Munique                       | 3 – 1     | Manchester United | Allianz Arena, Munique                      |
| 20:45              | Mandžukić 59' · Müller 68' · Robben 76' | Relatório | Evra 57'          | Público: 67 300 Árbitro: SWE Jonas Eriksson |

Bayern de Munique venceu por 4–2 no placar agregado e avançou a semifinal.
| 9 de abril de 2014 | Atlético de Madrid | 1 – 0     | Barcelona | Estádio Vicente Calderón, Madrid         |
| 20:45              | Koke 5'            | Relatório |           | Público: 53 592 Árbitro: ENG Howard Webb |

Atlético de Madrid venceu por 2–1 no placar agregado e avançou a semifinal.

## Semifinais
O sorteio para as semifinais e final (para determinar o time "mandante" por razões administrativas) ocorreu em 11 de abril de 2014.

### Partidas de ida
| 22 de abril de 2014 | Atlético de Madrid | 0 – 0     | Chelsea | Estádio Vicente Calderón, Madrid            |
| 20:45               |                    | Relatório |         | Público: 52 560 Árbitro: SWE Jonas Eriksson |

| 23 de abril de 2014 | Real Madrid | 1 – 0     | Bayern de Munique | Estádio Santiago Bernabéu, Madrid        |
| 20:45               | Benzema 19' | Relatório |                   | Público: 79 283 Árbitro: ENG Howard Webb |

### Partidas de volta
| 29 de abril de 2014 | Bayern de Munique | 0 – 4     | Real Madrid                                        | Allianz Arena, Munique                     |
| 20:45               |                   | Relatório | Sergio Ramos 16', 20' · Cristiano Ronaldo 34', 90' | Público: 68 000 Árbitro: POR Pedro Proença |

Real Madrid venceu por 5–0 no placar agregado e avançou a final.
| 30 de abril de 2014 | Chelsea    | 1 – 3     | Atlético de Madrid                                    | Stamford Bridge, Londres                    |
| 20:45               | Torres 36' | Relatório | Adrián López 44' · Diego Costa 60' (pen.) · Turan 72' | Público: 37 918 Árbitro: ITA Nicola Rizzoli |

Atlético de Madrid venceu por 3–1 no placar agregado e avançou a final.

## Final
A final foi disputada em 24 de maio de 2014 no Estádio da Luz em Lisboa, Portugal.
| 24 de maio de 2014 | Real Madrid                                                                   | 4 – 1 (pro) | Atlético de Madrid | Estádio da Luz, Lisboa                     |
| 20:45 (UTC+2)      | Sergio Ramos 90+3' · Bale 110' · Marcelo 118' · Cristiano Ronaldo 120' (pen.) | Relatório   | Godín 36'          | Público: 60 976 Árbitro: NED Björn Kuipers |